# IncrediMail
O IncrediMail foi um gerenciador de e-mail. Com opções de segundo plano, animações e efeitos 3D que oferece uma experiência interativa. O software tem uma versão gratuita.
Além de ser um programa de email gratuito que gerencia todas as suas mensagens de email, comunicações, detalhes de contato e transações de email. O IncrediMail tem tudo a ver com diversão em suas mensagens.
- O IncrediMail permite o seguinte:
  - Escolher dentre centenas de segundo planos incríveis de email;
  - Acrescentar a seus emails emoticons e animações divertidos;
  - Dar vida a seus emails com efeitos 3D animados;
  - Ser avisado das mensagens de entrada com personagens animados especiais (chamados de Notificadores);
  - Gerenciar todos os seus emails de contas diferentes (como Yahoo e Gmail) em um único lugar;

- Atualização do programa:

Ao atualizar o programa, todos os dados pessoais presentes permanecerão inalterados. Isso inclui contas de email, mensagens, contatos, Cartas, Notificadores, etc. O usuário também não precisa desinstalar o IncrediMail para poder atualiza-lo.
Encerramento:
O programa foi encerrado em 20 de Março de 2020, mais de 20 depois do seu lançamento, vitima da evolução tecnológica, nomeadamente plataformas sociais, mensagens instantâneas ou smartphones.

## Melhorias no IncrediMail
- v2 (6.28 build 4953)[1]
  - Pequenas correções de bugs;
  - Adicionada compatibilidade com Firefox 4;
  - Correções de integração com o Facebook.

## Requisitos do sistema
- Windows XP, Vista, Windows 7.
- Internet Explorer 5.5 ou superior.